# Euhemiptera
Euhemiptera – klad pluskwiaków. Stanowi grupę siostrzaną dla wszystkich pozostałych pluskwiaków grupowanych w podrzędzie piersiodziobych (Stenorrhyncha). Zalicza się tu cztery podrzędy: fulgorokształtne, cykadokształtne, Coleorrhyncha i pluskwiaki różnoskrzydłe (Heteroptera). 
Fulgorokształtne i cykadokształtne bywają łączone w podrząd piewików (Auchenorrhyncha), a wówczas nadaje się tym dwóm grupom rangi infrarzędów. Wiele analiz morfologicznych i starsze badania molekularne wskazują na parafiletyczność piewików, podczas gdy inne badania morfologiczne oraz nowsze molekularne na ich monofiletyczność. 
Z kolei Coleorrhyncha i pluskwiaki różnoskrzydłe (Heteroptera) stanowią dla siebie grupy siostrzane, tworząc razem klad, który przez Schleego w 1969 roku nazwany został Heteropteroidea. Zrzavý w 1992 roku zmienił jego nazwę na Heteropterodea by uniknąć pomyłek z nazwą rangi nadrodziny.